# 双花草
双花草（学名：Dichanthium annulatum）为禾本科双花草属下的一个种。